# Stuart Ripley
Stuart Edward Ripley (ur. 20 listopada 1967 w Middlesbrough) – angielski piłkarz grający na pozycji prawego pomocnika. W swojej karierze rozegrał 2 mecze w reprezentacji Anglii.

## Kariera klubowa
Karierę piłkarską Ripley rozpoczął w klubie Middlesbrough. W 1984 roku awansował do kadry pierwszej drużyny. 5 lutego 1985 zadebiutował w Middlesbrough w przegranym 1:2 domowym meczu Division Two z Oldham Athletic. Na początku 1986 roku został wypożyczony do Boltonu Wanderers, a latem wrócił do Middlesbrough. W 1987 roku awansował z nim z Division Three do Division One, a w 1988 roku do Division One. W najwyższej klasie rozgrywkowej Anglii grał z Middlesbrough przez sezon. W latach 1990–1992 ponownie grał w Division Two.
W 1992 roku Ripley przeszedł za 1,3 miliona funtów do Blackburn Rovers. 15 sierpnia 1992 zadebiutował w nim w nowo powstałej Premier League. Blackburn zremisował wówczas z 3:3 w wyjazdowym meczu z Crystal Palace, a Ripley strzelił jedną z bramek. W sezonie 1994/1995 wywalczył z Blackburn mistrzostwo Anglii, a w sezonie 1995/1996 zagrał z nim w fazie grupowej Ligi Mistrzów. W Blackburn grał do końca sezonu 1997/1998.
W 1998 roku Ripley został zawodnikiem Southamptonu. Swój ligowy debiut w nim zanotował 16 sierpnia 1998 w przegranym 1:2 domowym spotkaniu z Liverpoolem. W sezonie 2000/2001 był wypożyczony najpierw do Barnsley, a następnie do Sheffield Wednesday. W sezonie 2001/2002 ponownie grał w Southamptonie, a następnie zakończył karierę piłkarską.
| Sezon   | Klub                | Kraj   | Rozgrywki      | Mecze | Bramki |
| ------- | ------------------- | ------ | -------------- | ----- | ------ |
| 1984/85 | Middlesbrough       | Anglia | Division Two   | 1     | 0      |
| 1985/86 | Middlesbrough       | Anglia | Division Two   | 8     | 0      |
| 1985/86 | Bolton Wanderers    | Anglia | Division Three | 5     | 1      |
| 1986/87 | Middlesbrough       | Anglia | Division Three | 44    | 4      |
| 1987/88 | Middlesbrough       | Anglia | Division Two   | 43    | 8      |
| 1988/89 | Middlesbrough       | Anglia | Division One   | 36    | 4      |
| 1989/90 | Middlesbrough       | Anglia | Division Two   | 39    | 1      |
| 1990/91 | Middlesbrough       | Anglia | Division Two   | 39    | 6      |
| 1991/92 | Middlesbrough       | Anglia | Division Two   | 39    | 3      |
| 1992/93 | Blackburn Rovers    | Anglia | Premier League | 40    | 7      |
| 1993/94 | Blackburn Rovers    | Anglia | Premier League | 40    | 4      |
| 1994/95 | Blackburn Rovers    | Anglia | Premier League | 37    | 0      |
| 1995/96 | Blackburn Rovers    | Anglia | Premier League | 28    | 0      |
| 1996/97 | Blackburn Rovers    | Anglia | Premier League | 13    | 0      |
| 1997/98 | Blackburn Rovers    | Anglia | Premier League | 29    | 2      |
| 1998/99 | Southampton         | Anglia | Premier League | 22    | 0      |
| 1999/00 | Southampton         | Anglia | Premier League | 23    | 1      |
| 2000/01 | Southampton         | Anglia | Premier League | 3     | 0      |
| 2000/01 | Barnsley            | Anglia | Division One   | 10    | 1      |
| 2000/01 | Sheffield Wednesday | Anglia | Division One   | 6     | 1      |
| 2001/02 | Southampton         | Anglia | Premier League | 5     | 0      |

## Kariera reprezentacyjna
W reprezentacji Anglii Ripley zadebiutował 17 listopada 1993 roku w wygranym 7:1 meczu eliminacji do MŚ 1994 z San Marino, rozegranym w Bolonii. W kadrze narodowej rozegrał łącznie 2 mecze (swój drugi i ostatni w 1997 roku).
| Mecze i gole w reprezentacji | Mecze i gole w reprezentacji | Mecze i gole w reprezentacji | Mecze i gole w reprezentacji | Mecze i gole w reprezentacji | Mecze i gole w reprezentacji | Mecze i gole w reprezentacji |
| #                            | Data                         | Stadion                      | Rywal                        | Wynik                        | Gol                          | Rozgrywki                    |
| 1993                         | 1993                         | 1993                         | 1993                         | 1993                         | 1993                         | 1993                         |
| ---------------------------- | ---------------------------- | ---------------------------- | ---------------------------- | ---------------------------- | ---------------------------- | ---------------------------- |
| 1.                           | 17.11.1993                   | Bolonia, Włochy              | San Marino                   | 7:1                          | 0                            | el. MŚ 1994                  |
| 1997                         |                              |                              |                              |                              |                              |                              |
| 2.                           | 10.09.1997                   | Londyn, Anglia               | Mołdawia                     | 4:0                          | 0                            | el. MŚ 1998                  |